# Municipio de Dover (condado de Fulton)
El municipio de Dover (en inglés, Dover Township) es un municipio del condado de Fulton, Ohio, Estados Unidos. Tiene una población estimada, a mediados de 2023, de 1581 habitantes.

## Geografía
Está ubicado en las coordenadas 41°36′35″N 84°09′40″O / 41.60972, -84.16111 (41.609858, -84.16098). Según la Oficina del Censo, tiene una superficie total de 55.48 km², de los cuales 55.36 km² corresponden a tierra firme y 0.12 km² están cubiertos de agua.

## Demografía
Según el censo de 2020, en ese momento había 1621 personas residiendo en la zona. La densidad de población era de 29.28 hab./km². El 90.75 % de los habitantes eran blancos, el 0.06 % era afroamericano, el 0.06 % era amerindio, el 0.06 % era asiático, el 3.02 % eran de otras razas y el 6.05 % eran de una mezcla de razas. Del total de la población, el 8.08 % eran hispanos o latinos de cualquier raza.